# Dasbach (Idstein)
Dasbach ist ein Dorf zwischen Idstein und Niedernhausen und Stadtteil von Idstein im südhessischen Rheingau-Taunus-Kreis.

## Geschichte

### Chronik
Die älteste bekannte Erwähnung von Dasbach erfolgte am 21. Mai 1354 bei der Eheberedung zwischen den Grafen Adolf von Nassau und Heinrich von Veldenz für ihre Kinder Gerlach und Agnes.
Es geht auf die Familie Dags zurück. Die Evangelische Kapelle enthält Teile der im 16. Jahrhundert offen gelassenen Kirche des Dorfes Wolfsbach. Dasbach hatte von 1954 bis 1965 eine Dorfschule.

### Gebietsreform
Zum 1. Oktober 1971 wurde die bis dahin selbständige Gemeinde Dasbach im Zuge der Gebietsreform in Hessen auf freiwilliger Basis in die Stadt Idstein eingegliedert. Für den Stadtteil Dasbach  wurde, wie die übrigen Stadtteile von Idstein, ein Ortsbezirk mit Ortsbeirat und Ortsvorsteher nach der Hessischen Gemeindeordnung eingerichtet.

### Verwaltungsgeschichte im Überblick
Die folgende Liste zeigt die Staaten und Verwaltungseinheiten, denen Dasbach angehört(e):
- vor 1721: Heiliges Römisches Reich, Grafschaft Nassau-Idstein, Amt Idstein
- ab 1721: Heiliges Römisches Reich, Grafschaft Nassau-Ottweiler, Amt Idstein
- ab 1728: Heiliges Römisches Reich, Fürstentum Nassau-Usingen, Amt Idstein
- 1787: Heiliges Römisches Reich, Fürstentum Nassau-Usingen, Oberamt oder Herrschaft Idstein
- ab 1806: Herzogtum Nassau,[Anm. 2] Amt Idstein
- ab 1815: Herzogtum Nassau, Regierungsbezirk Wiesbaden, Amt Idstein
- ab 1849: Herzogtum Nassau, Regierungsbezirk Wiesbaden, Kreisamt Langen-Schwalbach[Anm. 3]
- ab 1854: Herzogtum Nassau, Regierungsbezirk Wiesbaden, Justiz- und Verwaltungsamt Idstein
- ab 1867/68: Königreich Preußen,[Anm. 4] Provinz Hessen-Nassau, Regierungsbezirk Wiesbaden, Untertaunuskreis[Anm. 5]
- ab 1871: Deutsches Reich, Königreich Preußen, Provinz Hessen-Nassau, Regierungsbezirk Wiesbaden, Untertaunuskreis
- ab 1918: Deutsches Reich (Weimarer Republik), Freistaat Preußen, Provinz Hessen-Nassau, Regierungsbezirk Wiesbaden, Untertaunuskreis
- ab 1944: Deutsches Reich, Freistaat Preußen, Provinz Nassau, Untertaunuskreis
- ab 1945: Amerikanische Besatzungszone,[Anm. 6] Groß-Hessen, Regierungsbezirk Wiesbaden, Untertaunuskreis
- ab 1946: Amerikanische Besatzungszone, Land Hessen, Untertaunuskreis
- ab 1949: Bundesrepublik Deutschland, Land Hessen, Untertaunuskreis
- ab 1968: Bundesrepublik Deutschland, Regierungsbezirk Darmstadt, Untertaunuskreis
- ab 1971: Bundesrepublik Deutschland, Regierungsbezirk Darmstadt, Untertaunuskreis, Stadt Idstein[Anm. 7]
- ab 1977: Bundesrepublik Deutschland, Regierungsbezirk Darmstadt, Rheingau-Taunus-Kreis, Stadt Idstein

## Bevölkerung

### Einwohnerentwicklung
- 1566: 19 nassauische Haushaltungen[1]

| Dasbach: Einwohnerzahlen von 1821 bis 2020 | Dasbach: Einwohnerzahlen von 1821 bis 2020 | Dasbach: Einwohnerzahlen von 1821 bis 2020 | Dasbach: Einwohnerzahlen von 1821 bis 2020 | Dasbach: Einwohnerzahlen von 1821 bis 2020 |
| --- | ------------------------------------------ | ------------------------------------------ | ------------------------------------------ | ------------------------------------------ |
| Jahr |                                            |                                            |                                            | Einwohner                                  |
| 1821 | 1821                                       |                                            | 99                                         | 99                                         |
| 1834 | 1834                                       |                                            | 107                                        | 107                                        |
| 1840 | 1840                                       |                                            | 109                                        | 109                                        |
| 1846 | 1846                                       |                                            | 112                                        | 112                                        |
| 1852 | 1852                                       |                                            | 113                                        | 113                                        |
| 1858 | 1858                                       |                                            | 112                                        | 112                                        |
| 1864 | 1864                                       |                                            | 130                                        | 130                                        |
| 1871 | 1871                                       |                                            | 132                                        | 132                                        |
| 1875 | 1875                                       |                                            | 120                                        | 120                                        |
| 1885 | 1885                                       |                                            | 124                                        | 124                                        |
| 1895 | 1895                                       |                                            | 121                                        | 121                                        |
| 1905 | 1905                                       |                                            | 122                                        | 122                                        |
| 1910 | 1910                                       |                                            | 139                                        | 139                                        |
| 1925 | 1925                                       |                                            | 135                                        | 135                                        |
| 1939 | 1939                                       |                                            | 124                                        | 124                                        |
| 1946 | 1946                                       |                                            | 219                                        | 219                                        |
| 1950 | 1950                                       |                                            | 228                                        | 228                                        |
| 1956 | 1956                                       |                                            | 195                                        | 195                                        |
| 1961 | 1961                                       |                                            | 180                                        | 180                                        |
| 1967 | 1967                                       |                                            | 242                                        | 242                                        |
| 1970 | 1970                                       |                                            | 227                                        | 227                                        |
| 1980 | 1980                                       |                                            | ?                                          | ?                                          |
| 1990 | 1990                                       |                                            | ?                                          | ?                                          |
| 2000 | 2000                                       |                                            | ?                                          | ?                                          |
| 2011 | 2011                                       |                                            | 297                                        | 297                                        |
| 2014 | 2014                                       |                                            | 308                                        | 308                                        |
| 2020 | 2020                                       |                                            | 319                                        | 319                                        |
| Datenquelle: Historisches Gemeindeverzeichnis für Hessen: Die Bevölkerung der Gemeinden 1834 bis 1967. Wiesbaden: Hessisches Statistisches Landesamt, 1968. Weitere Quellen: LAGIS; Stadt Idstein:; Zensus 2011 |                                            |                                            |                                            |                                            |

### Einwohnerstruktur 2011
Nach den Erhebungen des Zensus 2011 lebten am Stichtag dem 9. Mai 2011 in Dasbach 297 Einwohner. Darunter waren 12 (4,0 %) Ausländer.
Nach dem Lebensalter waren 57 Einwohner unter 18 Jahren, 123 zwischen 18 und 49, 66 zwischen 50 und 64 und 54 Einwohner waren älter.
Die Einwohner lebten in 117 Haushalten. Davon waren 24 Singlehaushalte, 39 Paare ohne Kinder und 42 Paare mit Kindern, sowie 9 Alleinerziehende und 3 Wohngemeinschaften. In 24 Haushalten lebten ausschließlich Senioren und in 81 Haushaltungen lebten keine Senioren.

### Historische Religionszugehörigkeit
| • 1895: | 123 evangelische (= 99,19 %), ein katholischer (= 0,81 %) Einwohner |
| • 1961: | 137 evangelische (= 76,11 %), 39 katholische (= 21,57 %) Einwohner  |

## Kultur und Sehenswürdigkeiten
Für die Kulturdenkmäler des Ortes siehe die Liste der Kulturdenkmäler in Dasbach.
Der gusseiserne Laufbrunnen im Dorf stammt aus der Michelbacher Hütte. Siehe auch: Gusseiserne Brunnen im Taunus.
Im Jahr 2002 wurde im Rahmen des Hessentages in Idstein mit dem Römerturm Idstein-Dasbach eine Rekonstruktion eines römischen Wachturms eröffnet.

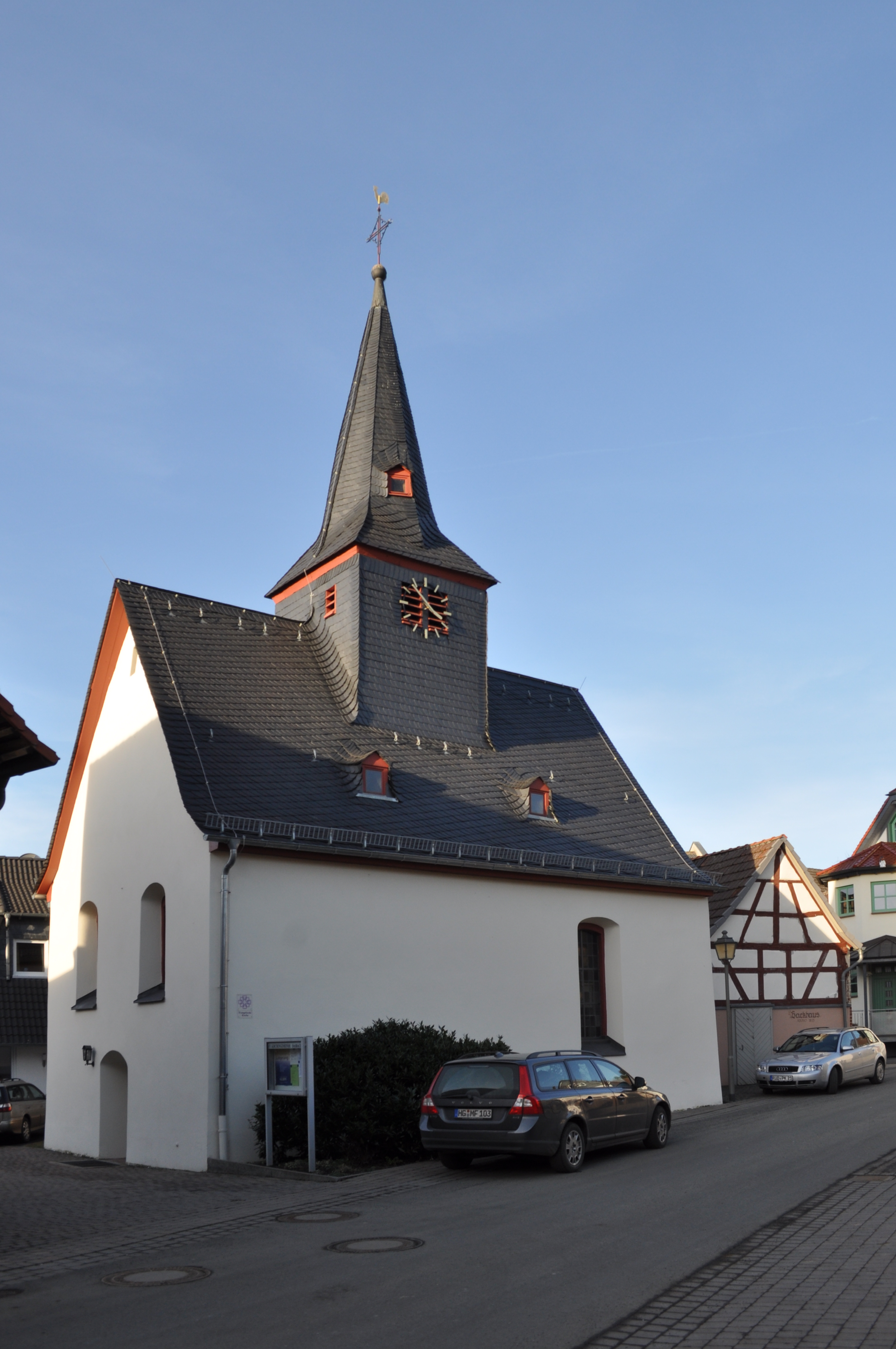
Kirche mit Backhaus im Hintergrund
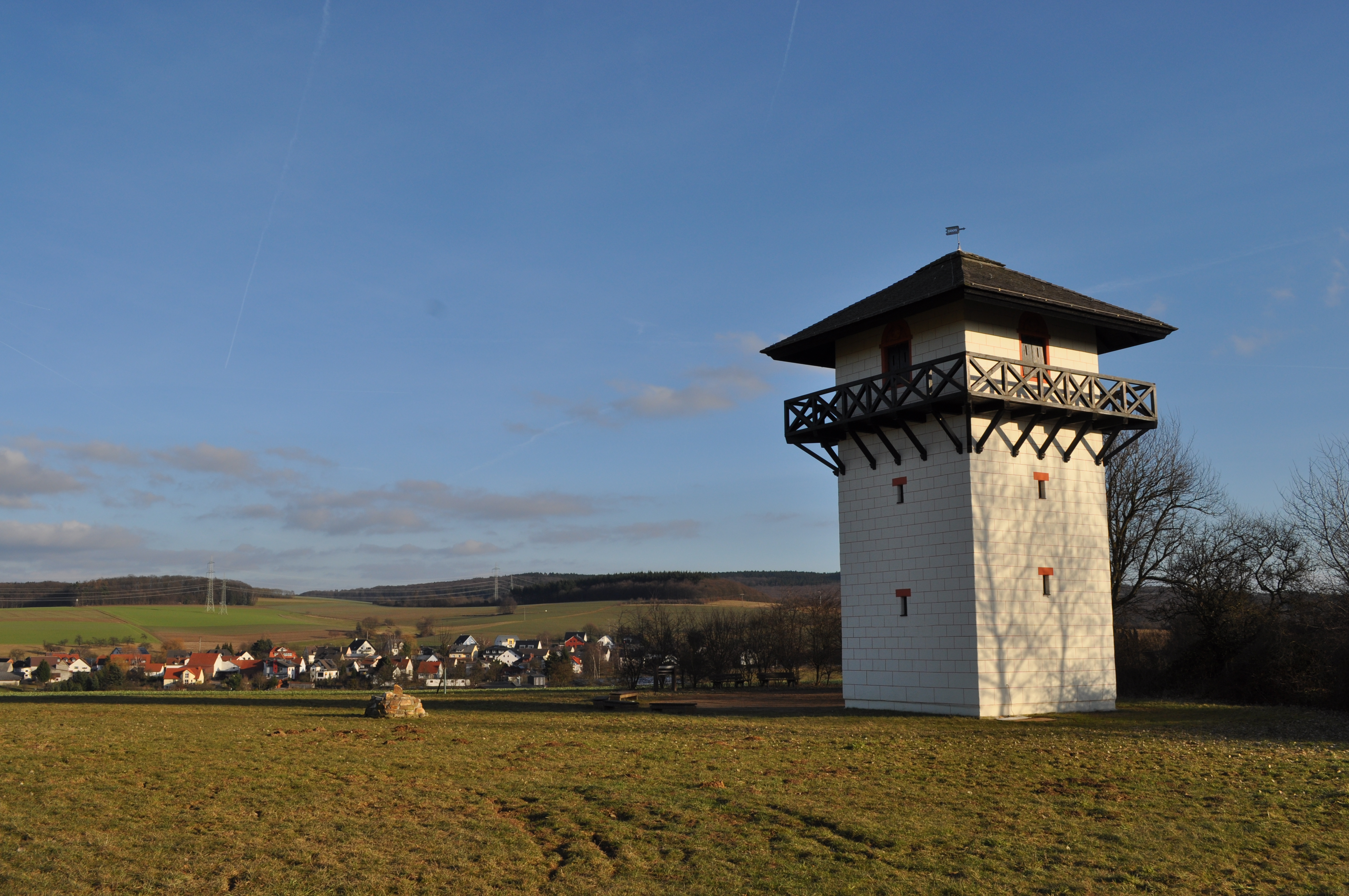
Römerturm und Blick auf den Ort
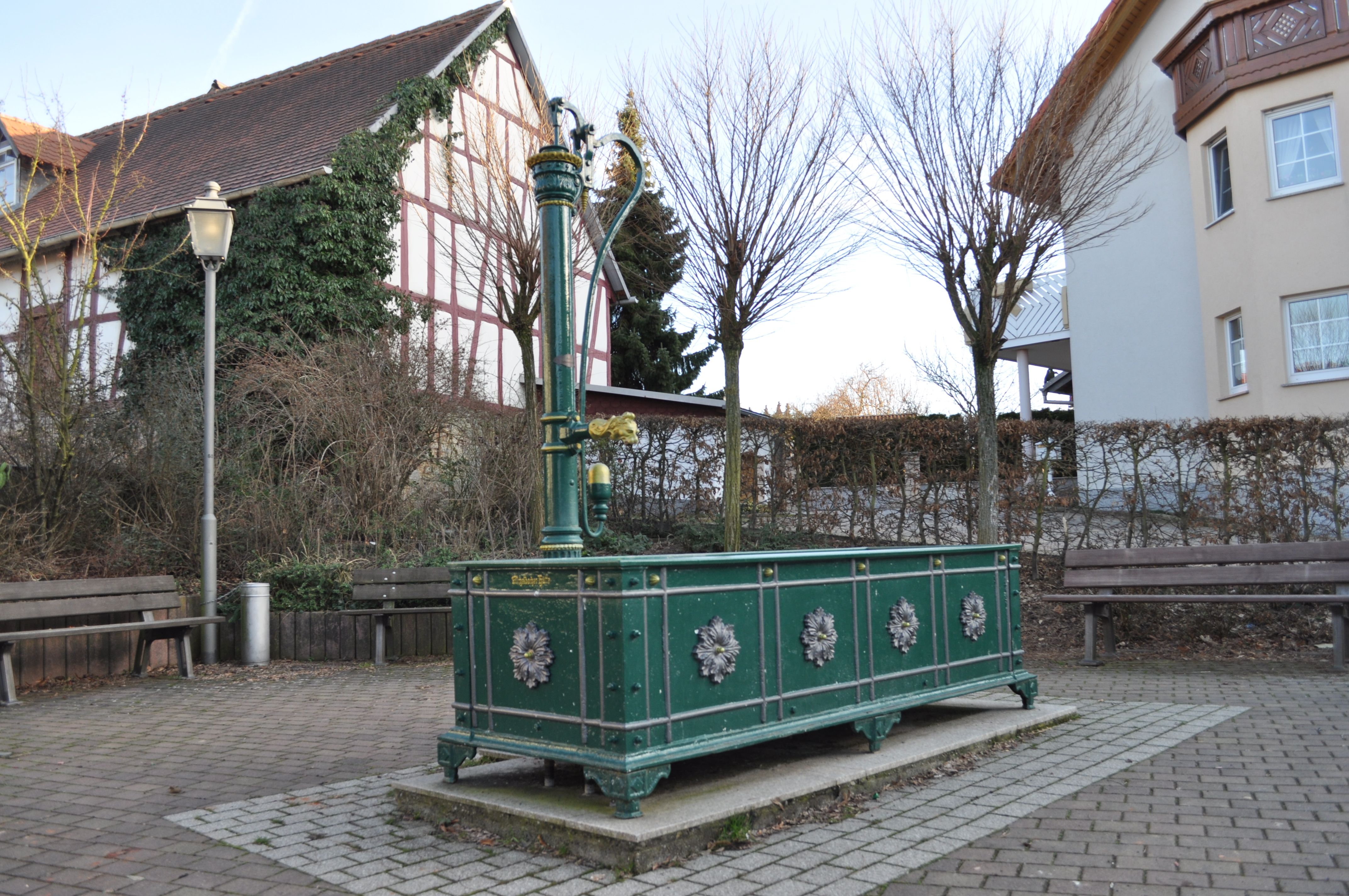
Brunnen

Der Schützenverein „Falke Dasbach“ war mehrfach Deutscher Meister.

## Infrastruktur
Im Dorf befinden sich eine Pension, zwei Schlossereien und eine Pferdepension. Zwei Bauernhöfe werden noch bewirtschaftet.